# Анталовецька Поляна
Анталове́цька Поля́на — вершина в Українських Карпатах.

## Географія
Розташована в західній частині масиву Маковиця (частина Вигорлат-Гутинського вулканічного пасма), на межі Перечинського та Ужгородського районів Закарпатської області.
На північ від Анталовецької Поляни розташований хребет Синаторія, на схід — гора Маковиця (978 м), на південний захід — гора Діл (793 м). Західні схили гори спускаються в долину річки Уж, північні — в долину річки Тур'ї.
Найближчі населені пункти: с. Анталовці, с. Оріховиця, с. Кам'яниця.

## Загальні відомості

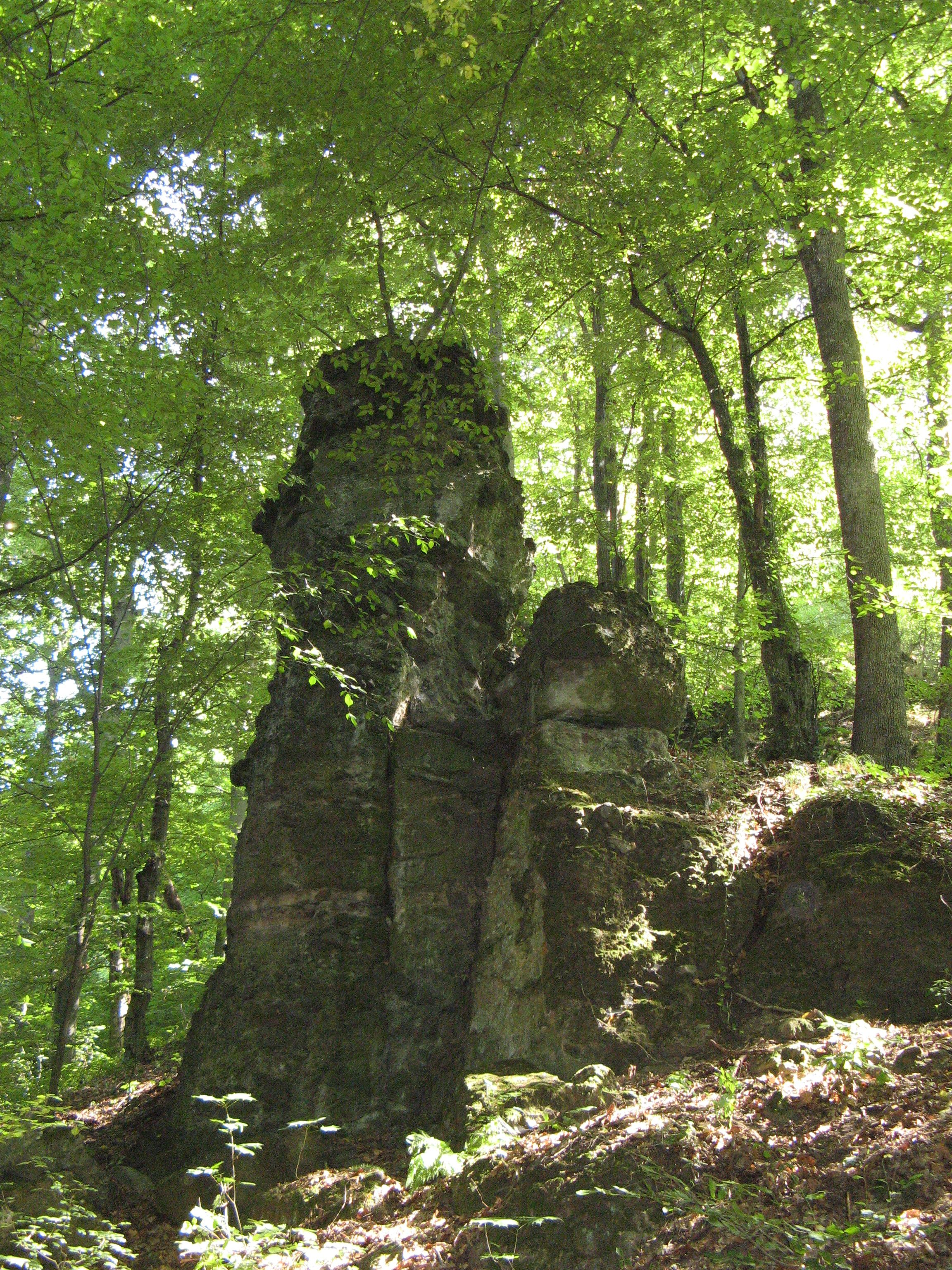
Туфовий стовп

Висота 968 м. Північні та північно-західні схили круті, південні та східні — більш пологі. Вкрита майже суцільними лісами (дуб, граб, бук). Тут ростуть червонокнижні види рослин — підсніжник звичайний, беладона, лілія лісова, з характерних представників фауни трапляються сови, дятли, сарни, борсуки, куниці тощо.

## Цікаві факти
На вершині гори і на її схилах залишилось чимало слідів бурхливого минулого Анталовецької Поляни.
- При самій вершині розташована воронкоподібна западина, що утворилася внаслідок виверження давнього вулкана. Зі сходу воронку кратера оточує мальовнича група базальтових стрімчаків.
- На північ від вершини на висоті 700 м розташоване Ворочівське озеро вулканічного походження.
- У долині річки Уж (на північно-східній околиці села Кам'яниці) нависають над водою Ворочівські скелі (місцева назва — Скалка). Над ними на віднозі Анталовецької Поляни виросла із скелі Кам'яна Квітка — вулканічна лава зіткнулася з водою і швидко застигла, утворивши форму пуп'янка квітки.
- З південного боку горба, на якому височить Невицький замок, стоїть стовп вулканічного туфу заввишки 10 метрів. На його вершині росте дерево. (Див. Стовп з вулканічного туфу 10 м).
- За годину ходьби від замку (вбік вершини) біля стрімкого повороту дороги розташована кам'яна чаша, витесана з суцільного шматка андезиту. В чашу спадає вода з джерела.
- Гора відома тим, що на ній розбилися два літаки. Сліди від аварії збереглися донині.